# Локеса, Крис
Крис Эммануэль Диквама Локеса (нидерл. Chris-Emmanuel Dikwama Lokesa; род. 7 ноября 2004) — бельгийский футболист, полузащитник клуба «Валвейк».

## Клубная карьера
Локеса — воспитанник клубов «Генк» и «Андерлехт». В 2023 году игрок подписал контракт с нидерландским «Валвейком». 23 апреля в матче против АЗ он дебютировал в Эредивизи. 25 ноября 2023 года в поединке против ПЕК Зволле Крис забил свой первый гол за «Валвейк». 